# Campania Island
Campania Island är en ö i Kanada.   Den ligger i Regional District of Kitimat-Stikine och provinsen British Columbia, i den sydvästra delen av landet, 3 900 km väster om huvudstaden Ottawa. Arean är 171 kvadratkilometer.
Terrängen på Campania Island är lite kuperad. Öns högsta punkt är 731 meter över havet. Den sträcker sig 25,8 kilometer i nord-sydlig riktning, och 18,1 kilometer i öst-västlig riktning.
Trakten runt Campania Island är nära nog obefolkad, med mindre än två invånare per kvadratkilometer.